# Gord Johns
Pour les articles homonymes, voir Johns.
Gord Johns (né le 29 novembre 1969) est un homme d'affaires et politique canadien de Colombie-Britannique. Il représente la circonscription fédérale de britanno-colombienne de Courtenay—Alberni à titre de député néo-démocrate à partir de 2015,.

## Biographie
Né à Victoria en Colombie-Britannique, Johns s'installe à Tofino et opère différents commerces et une galerie d'arts pendant quelques années. Il entame une carrière publique en siégeant comme conseiller municipal du district de Tofino durant un mandat de 2008 à 2011,. Ne désirant pas se présenter à nouveau, il devient néanmoins le directeur exécutif de la chambre de commerce de Tofino-Long Beach jusqu'à sa nomination par le NPD en 2014 en vue des élections fédérales l'année suivante. Durant cette période, il œuvre également à titre de bénévole pour la West Coast Recreation Society qu'il conseille pour le développement du centre West Coast Multiplex.
John remporte la nomination néo-démocrate face à Ronna-Rae Leonard (en), conseillère municipale de Courtenay. Élu en 2015, il installe son bureau de circonscription à Parksville. Il est réélu en 2019 et 2021.
Durant ses mandat, il introduit à titre de projet de loi privé le National Cycling Strategy Act dans l'objectif que le gouvernement fédéral élabore une stratégie pour le développement d'infrastructure pour cyclisme. Il œuvre aussi à titre de critique néo-démocrate en matière de petites entreprises, de tourisme, d'anciens combattants et du domaine de pêches et océans. Également, il travaille à augmenter le crédit d'impôt de 3 000$ à 10 000$ pour les pompiers et pour les travailleurs d'opérations de sauvetage. Enfin, il réintroduit le projet de loi privé de Fin Donnelly qui visait à régir les opérations d'aquaculture afin que celles-ci prennent place dans des installations fermées.